# Fudbalski klub Dečić Tuzi 2010-2011
Questa voce raccoglie le informazioni riguardanti il Dečić nelle competizioni ufficiali della stagione 2010-2011.

## Rosa
| N. |                       | Ruolo | Calciatore        |
| -- | --------------------- | ----- | ----------------- |
|    | Montenegro (bandiera) | P     | Enis Đoković      |
|    | Montenegro (bandiera) | P     | Vedad Drešević    |
|    | Serbia (bandiera)     | P     | Milan Pavićević   |
|    | Montenegro (bandiera) | D     | Eldin Bećović     |
|    | Russia (bandiera)     | D     | Fjodor Boltunov   |
|    | Serbia (bandiera)     | D     | Mirko Todorović   |
|    | Montenegro (bandiera) | D     | Gojko Žižić       |
|    | Montenegro (bandiera) | D     | Edis Jasavić      |
|    | Montenegro (bandiera) | D     | Boris Grbović     |
|    | Montenegro (bandiera) | D     | Demir Ramović     |
|    | Montenegro (bandiera) | D     | Nijazim Padović   |
|    | Montenegro (bandiera) | D     | Vladan Peličić    |
|    | Montenegro (bandiera) | D     | Aleksandar Kaljaj |
|    | Serbia (bandiera)     | D     | Miladin Nelević   |
|    | Montenegro (bandiera) | C     | Amar Nuhodžić     |

| N. |                       | Ruolo | Calciatore            |
| -- | --------------------- | ----- | --------------------- |
|    | Montenegro (bandiera) | C     | Valento Camaj         |
|    | Montenegro (bandiera) | C     | Igor Dragićević       |
|    | Montenegro (bandiera) | C     | Dalibor Đukić         |
|    | Montenegro (bandiera) | C     | Nenad Šofranac        |
|    | Serbia (bandiera)     | C     | Marko Živković        |
|    | Montenegro (bandiera) | C     | Edin Lekić (capitano) |
|    | Montenegro (bandiera) | C     | Nikola Rogošić        |
|    | Montenegro (bandiera) | C     | Aleksandar Nenadović  |
|    | Montenegro (bandiera) | C     | Darko Marković        |
|    | Montenegro (bandiera) | C     | Edin Đoković          |
|    | Montenegro (bandiera) | C     | Rijad Pepić           |
|    | Nigeria (bandiera)    | A     | Ikechukwu Ezeh        |
|    | Montenegro (bandiera) | A     | Adis Đoković          |
|    | Montenegro (bandiera) | A     | Sead Krnić            |
|    | Montenegro (bandiera) | A     | Denis Tuzović         |